# Ski-Orientierungslauf-Weltmeisterschaften 1984
Die 5. Ski-Orientierungslauf-Weltmeisterschaften fanden vom 30. Januar bis 4. Februar 1984 in Lavarone (Lafraun), Italien statt.

## Herren

### Einzel
| Platz | Land | Athlet            | Zeit      |
| ----- | ---- | ----------------- | --------- |
| 1     | FIN  | Anssi Juutilainen | 1:45:14 h |
| 2     | SWE  | Stefan Larsson    | 1:45:47 h |
| 3     | FIN  | Pertti Tikka      | 1:48:30 h |
| 4     | FIN  | Olavi Svanberg    | 1:48:43 h |
| 5     | NOR  | Vidar Benjaminsen | 1:49:29 h |
| 6     | SWE  | Ove Boström       | 1:50:16 h |

Titelverteidiger:  Olavi Svanberg

Länge: 19,6 km

Höhenmeter: 620

Posten: 10

Teilnehmer: 64

### Staffel
| Platz | Land | Athleten                                                       | Zeit      |
| ----- | ---- | -------------------------------------------------------------- | --------- |
| 1     | SWE  | Stefan Larsson Ove Boström Jan-Erik Thorn Claes Berglund       | 4:32:49 h |
| 2     | FIN  | Pertti Tikka Olavi Svanberg Veli-Matti Pellinen Matti Väisänen | 4:40:00 h |
| 3     | NOR  | Finn Kinneberg Morten Berglia Sigurd Dæhli Vidar Benjaminsen   | 4:50:50 h |

Titelverteidiger:  Magnus Lofstedt, Claes Berglund, Stefan Persson, Jan-Erik Thorn

Länge: 4x11,3 km

Höhenmeter: jeweils 470

Posten: jeweils 6

Teilnehmer: 12 Staffeln

## Damen

### Einzel
| Platz | Land | Athlet           | Zeit      |
| ----- | ---- | ---------------- | --------- |
| 1     | FIN  | Mirja Puhakka    | 1:23:29 h |
| 2     | SWE  | Lena Isaksson    | 1:24:54 h |
| 3     | SWE  | Ann Larsson      | 1:25:50 h |
| 4     | SWE  | Marie Gustafsson | 1:26:34 h |
| 5     | SWE  | Aja Hannus       | 1:26:43 h |
| 6     | FIN  | Sirpa Kukkonen   | 1:28:53 h |

Titelverteidigerin:  Arja Hannus

Länge: 14,2 km

Höhenmeter: 390

Posten: 5

Teilnehmerinnen: 46

### Staffel
| Platz | Land | Athleten                                            | Zeit      |
| ----- | ---- | --------------------------------------------------- | --------- |
| 1     | SWE  | Marie Gustafsson Ann Larsson Lena Isaksson          | 3:09:10 h |
| 2     | FIN  | Irmeli Peltola Kaija Silvennoinen Mirja Puhakka     | 3:10:59 h |
| 3     | BUL  | Marinella Dossewa Pepa Miluschewa Giulka Miluschewa | 3:38:42 h |

Titelverteidiger:  Ulla Klingström, Susanne Lindgren, Arja Hannus

Länge: 3x8,9 km

Höhenmeter: jeweils 360

Posten: jeweils 6

Teilnehmer: 10 Staffeln

## Medaillenspiegel
| Platz | Land      | Gold | Silber | Bronze | Gesamt |
| ----- | --------- | ---- | ------ | ------ | ------ |
| 1     | Finnland  | 2    | 2      | 1      | 5      |
|       | Schweden  | 2    | 2      | 1      | 5      |
| 3     | Norwegen  | -    | -      | 1      | 1      |
|       | Bulgarien | -    | -      | 1      | 1      |